# Дунђерски (породица)
Породица Дунђерски је била једна од најбогатијих српских породица у тадашњој Аустроугарској. Већина чланова породице били су добротвори, учествовали су у разним хуманитарним акцијама, улагали у културу и помагали младим умјетницима као што су Лаза Костић, Урош Предић, Јован Јовановић Змај.
Њихов престиж се огледао у њиховом доброчинству, тваралаштву и патриотизму. Породица је имала велику улогу у привредном, друштвеном и културном животу и снажно су утицали на формирање и профилисање српског грађанства у Хабзбуршкој монархији.

## Поријекло породице и митови о стицању богатства
Почетком 17. вијека из села Вишњево, поред Гацка преци Дунђерских стижу у Аустроугарску и насељавају се вероватно прво у Суботици. У прилог томе говоре историјски списи суботичког Магистрата, где се спомиње презиме Дунђерин. Најстарији познати предак који се најчешће узима и за родоначелника је свакако Аврам Дунђерски. О стицању њиховог богатства постоје двије легенде. Једна је да је док је надничио Аврам случајно пронашао ћуп са златом који је на паметан начин искористио. Док друга говори о томе да је за вријеме Аустријско-турског рата Аврам превезао једног Турчина иако то није ни претпостављао. Из захвалности на спашавању живота и превозу он му оставља паре које улаже у инвестиције. Сви извори наводе велико породично богатсто, али сви наводе да се породица обогатила под неразјашњеним околностима.
Више чланова породице сахрањено је у Србобрану, у крипти породичне капеле „Свети Ђорђе”.

## Гедеон „Геца” Дунђерски
Најмлађи син Аврама и зачетник њиховог богатства био је Гедеон Дунђерски. Звали су га Геца. То му није било име по рођењу, већ се звао Јован, а ново име је добио по крштењу 1807. године у Сентомашу, по епископу бачком, Гедеону Петровићу, који је тада дошао да освешта сентомашку православну цркву. По завршетку школе у Србобрану преузео је вођење имање јер му је са 16 година умро отац. Из брака са његовом женом дјечије доба преживела су три сина Лазар, Александар и Новак. Својим напорним радом стекао је велико богатство. Био је добротвор и учествовао је у разним хуманитарним акцијама. Улагао је у културу и школовање што показује чињеница да је за оснивање школе у Србобрану дао дио свог имања а позоришту удијелио 1.000 форинти. Током револуције 1848. године изгубио је око три четвртине своје имовине што је успио да поврати уз помоћ свог најмлађег сина Лазара.

## Лазар Дунђерски
Као и код Аврама, Гедеонов најмлађи син Лазар наслиједио је и увећао стечену имовину. Завршио је основну школу и гимназију у Сремским Карловцима и Пожуну, после чега одлази у Беч на права. Због болести убрзо се враћа, већ следеће године. Са 20 година посветио се пољопривреди. Када се оженио са Софијом Георгијевић 1855. године имање му је било мало веће од њеног мираза. Убрзо је толико напредовао да је постао чувен по свом огромном богатству. Имао је два сина Гедеона и Ђорђа као и три ћерке Ленку, Олгу и Милку. Као и сви Дунђерски био је добротвор и много новца је дао у добротворне сврхе. Умро је у дубокој старости у Бечком санаторијуму. Сахрањен је у Србобрану.

## Јелена „Ленка” Дунђерски
Ленка је била најмлађа ћерка Лазара и Софије Дунђерски. Имала је плаве очи  и зрачила је изразитом љепотом. Образовала се у Бечу, причала више језика и свирала клавир. Од свих Дунђерских она је вјероватно најпознатија што се приписује Лази Костић који је у њену част написао најљубавнију српску пјесму „Santa Maria della Salute”. Она је била његова муза и никада пребољена љубав. Учествовала је у разним хуманитарним акцијама и концертима а на некима је и пјевала. Многи њен глас и став описују као њежан и умиљат. Иако је споља била права дама у дубини душе је била мали мангуп што свједоче многе приче из тог периода. Свирала је клавир, певала и говорила неколико језика. Умрла је веома млада са 25 година на свој рођендан 21. новембра 1895. године у Бечу.

## Породично стабло
|                         |                         |                         |                         |                         |                         |                 |                 |                        |                        |                        |                        | Аврам Дунђерски        |                        |                  |                  |                  |                  |                |                |                               |                               |                               |                               |                               |                               |                           |                           |                           |                           |  |  |                          |                          |                          |                          |                          |                          |  |  |  |  |  |  |  |  |  |  |  |  |  |  |  |  |  |  |
|                         |                         |                         |                         |                         |                         |                 |                 |                        |                        |                        |                        |                        |                        |                  |                  |                  |                  |                |                |                               |                               |                               |                               |                               |                               |                           |                           |                           |                           |  |  |                          |                          |                          |                          |                          |                          |  |  |  |  |  |  |  |  |  |  |  |  |  |  |  |  |  |  |
|                         |                         |                         |                         |                         |                         |                 |                 |                        |                        |                        |                        |                        |                        |                  |                  |                  |                  |                |                |                               |                               |                               |                               |                               |                               |                           |                           |                           |                           |  |  |                          |                          |                          |                          |                          |                          |  |  |  |  |  |  |  |  |  |  |  |  |  |  |  |  |  |  |
|                         |                         |                         |                         | Арон Дунђерски          | Арон Дунђерски          | Арон Дунђерски  | Арон Дунђерски  | Арон Дунђерски         | Арон Дунђерски         |                        |                        | Нестор Дунђерски       | Нестор Дунђерски       | Нестор Дунђерски | Нестор Дунђерски | Нестор Дунђерски | Нестор Дунђерски |                |                | Гедеон „Геца” Дунђерски       | Гедеон „Геца” Дунђерски       | Гедеон „Геца” Дунђерски       | Гедеон „Геца” Дунђерски       | Гедеон „Геца” Дунђерски       | Гедеон „Геца” Дунђерски       |                           |                           |                           |                           |  |  |                          |                          |                          |                          |                          |                          |  |  |  |  |  |  |  |  |  |  |  |  |  |  |  |  |  |  |
|                         |                         |                         |                         | Арон Дунђерски          | Арон Дунђерски          | Арон Дунђерски  | Арон Дунђерски  | Арон Дунђерски         | Арон Дунђерски         |                        |                        | Нестор Дунђерски       | Нестор Дунђерски       | Нестор Дунђерски | Нестор Дунђерски | Нестор Дунђерски | Нестор Дунђерски |                |                | Гедеон „Геца” Дунђерски       | Гедеон „Геца” Дунђерски       | Гедеон „Геца” Дунђерски       | Гедеон „Геца” Дунђерски       | Гедеон „Геца” Дунђерски       | Гедеон „Геца” Дунђерски       |                           |                           |                           |                           |  |  |                          |                          |                          |                          |                          |                          |  |  |  |  |  |  |  |  |  |  |  |  |  |  |  |  |  |  |
|                         |                         |                         |                         |                         |                         |                 |                 |                        |                        |                        |                        |                        |                        |                  |                  |                  |                  |                |                |                               |                               |                               |                               |                               |                               |                           |                           |                           |                           |  |  |                          |                          |                          |                          |                          |                          |  |  |  |  |  |  |  |  |  |  |  |  |  |  |  |  |  |  |
|                         |                         |                         |                         | Лазар Дунђерски         | Лазар Дунђерски         | Лазар Дунђерски | Лазар Дунђерски | Лазар Дунђерски        | Лазар Дунђерски        |                        |                        | Новак Дунђерски        | Новак Дунђерски        | Новак Дунђерски  | Новак Дунђерски  | Новак Дунђерски  | Новак Дунђерски  |                |                | Александар „Шандор” Дунђерски | Александар „Шандор” Дунђерски | Александар „Шандор” Дунђерски | Александар „Шандор” Дунђерски | Александар „Шандор” Дунђерски | Александар „Шандор” Дунђерски |                           |                           |                           |                           |  |  |                          |                          |                          |                          |                          |                          |  |  |  |  |  |  |  |  |  |  |  |  |  |  |  |  |  |  |
|                         |                         |                         |                         | Лазар Дунђерски         | Лазар Дунђерски         | Лазар Дунђерски | Лазар Дунђерски | Лазар Дунђерски        | Лазар Дунђерски        |                        |                        | Новак Дунђерски        | Новак Дунђерски        | Новак Дунђерски  | Новак Дунђерски  | Новак Дунђерски  | Новак Дунђерски  |                |                | Александар „Шандор” Дунђерски | Александар „Шандор” Дунђерски | Александар „Шандор” Дунђерски | Александар „Шандор” Дунђерски | Александар „Шандор” Дунђерски | Александар „Шандор” Дунђерски |                           |                           |                           |                           |  |  |                          |                          |                          |                          |                          |                          |  |  |  |  |  |  |  |  |  |  |  |  |  |  |  |  |  |  |
|                         |                         |                         |                         |                         |                         |                 |                 |                        |                        |                        |                        |                        |                        |                  |                  |                  |                  |                |                |                               |                               |                               |                               |                               |                               |                           |                           |                           |                           |  |  |                          |                          |                          |                          |                          |                          |  |  |  |  |  |  |  |  |  |  |  |  |  |  |  |  |  |  |
| Гедеон „Геда” Дунђерски | Гедеон „Геда” Дунђерски | Гедеон „Геда” Дунђерски | Гедеон „Геда” Дунђерски | Гедеон „Геда” Дунђерски | Гедеон „Геда” Дунђерски |                 |                 | Ђорђе „Ђока” Дунђерски | Ђорђе „Ђока” Дунђерски | Ђорђе „Ђока” Дунђерски | Ђорђе „Ђока” Дунђерски | Ђорђе „Ђока” Дунђерски | Ђорђе „Ђока” Дунђерски |                  |                  | Олга Дунђерски   | Олга Дунђерски   | Олга Дунђерски | Олга Дунђерски | Олга Дунђерски                | Олга Дунђерски                |                               |                               | Емилија „Милка” Дунђерски     | Емилија „Милка” Дунђерски     | Емилија „Милка” Дунђерски | Емилија „Милка” Дунђерски | Емилија „Милка” Дунђерски | Емилија „Милка” Дунђерски |  |  | Јелена „Ленка” Дунђерски | Јелена „Ленка” Дунђерски | Јелена „Ленка” Дунђерски | Јелена „Ленка” Дунђерски | Јелена „Ленка” Дунђерски | Јелена „Ленка” Дунђерски |  |  |  |  |  |  |  |  |  |  |  |  |  |  |  |  |  |  |